# 다구치 준토
다구치 준토(일본어: 田口 潤人, 1996년 9월 28일~)는 일본의 축구 선수이다.

## 구단 경력
그는 2015년 J1리그의 요코하마 F. 마리노스에 입단했다. 2017년 J3리그의 후지에다 MYFC로 이적했다. 2018년부터 2019년까지 J2리그의 알비렉스 니가타에서 활동했다. 2020년 FC 류큐로 이적했다. 2022년후 J3리그에 강등했다. 2023년까지 87경기에 출전. 2024년 J2리그의 레노파 야마구치 FC로 이적했다.